# 科沙里謝
51°24′28″N 31°30′39″E / 51.40778°N 31.51083°E

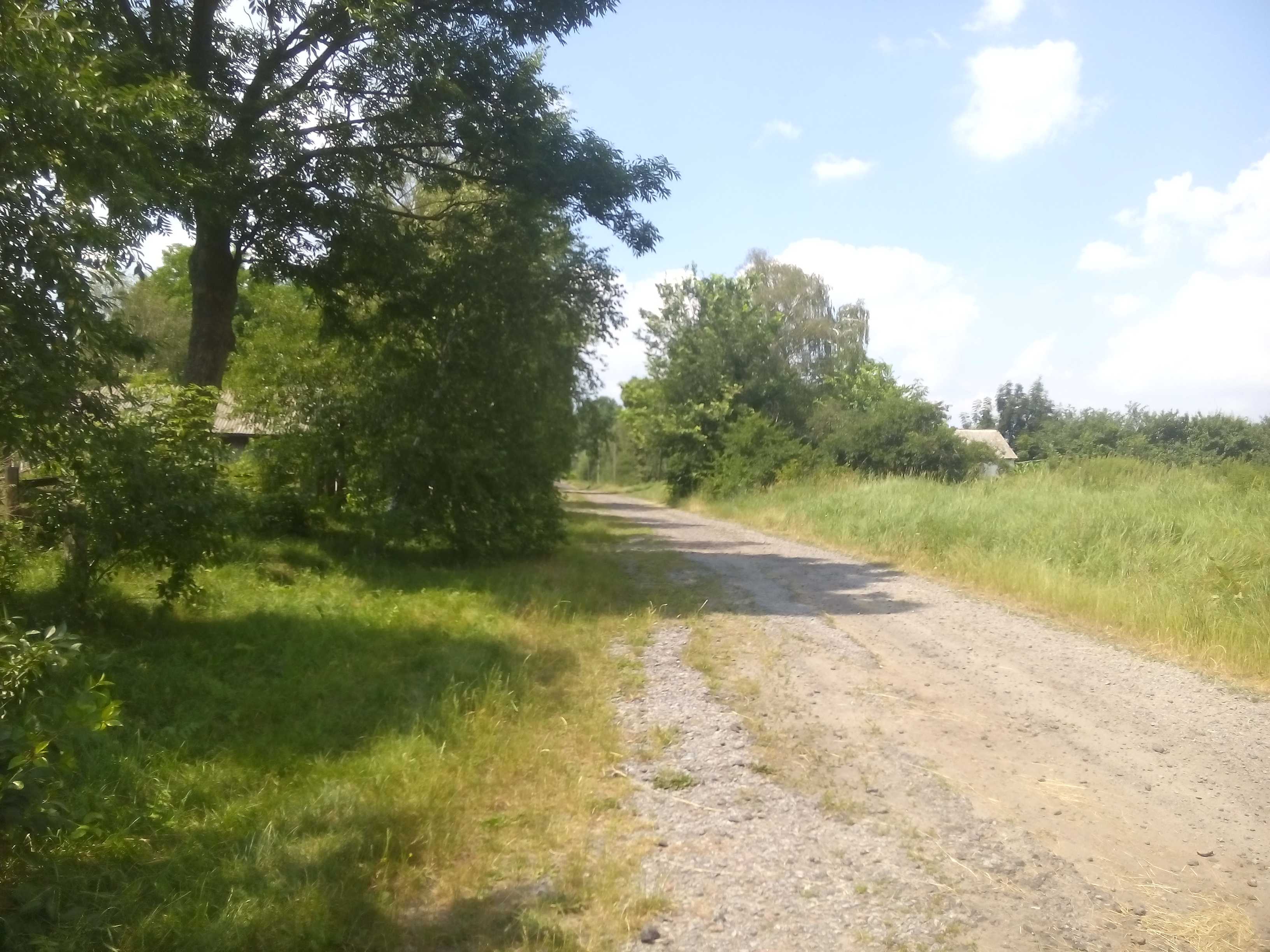

科沙里謝（烏克蘭語：Кошарище，是烏克蘭北部的村莊，隸屬切爾尼希夫州的切爾尼希夫區。該村面積0.33平方公里，海拔高度114米，2001年人口54，人口密度每平方公里162.2人。